# Mannschaftsaufstellungen der Schacholympiade der Frauen 1998
Die Tabellen nennen die Aufstellung der Mannschaften bei der Schacholympiade der Frauen 1998 in Elista. Es beteiligten sich 72 Mannschaften, darunter neben der A-Mannschaft zwei weitere Mannschaften des Gastgeberlandes. Sie absolvierten ein Turnier über 13 Runden im Schweizer System. Zu jedem Team gehörten drei Spielerinnen und maximal eine Ersatzspielerin. Für die Platzierung der Mannschaften waren die Brettpunkte vor der Buchholz-Wertung und den Mannschaftspunkten maßgeblich.

## Mannschaften

### 1. China
| Platz | Land                | G | R | V | Brettp. | Mannschaftsp. |
| ----- | ------------------- | - | - | - | ------- | ------------- |
| 1     | Volksrepublik China | 9 | 3 | 1 | 29      | 21            |
| Brett | Spielerin           | G | R | V | Punkte  | Partien       |
| 1     | Xie Jun             | 5 | 4 | 1 | 7       | 10            |
| 2     | Zhu Chen            | 5 | 6 | 0 | 8       | 11            |
| 3     | Wang Pin            | 3 | 6 | 0 | 6       | 9             |
| R     | Wang Lei            | 7 | 2 | 0 | 8       | 9             |

### 2. Russland
| Platz | Land                    | G  | R | V | Brettp. | Mannschaftsp. |
| ----- | ----------------------- | -- | - | - | ------- | ------------- |
| 2     | Russland                | 10 | 2 | 1 | 27      | 22            |
| Brett | Spielerin               | G  | R | V | Punkte  | Partien       |
| 1     | Swetlana Matwejewa      | 02 | 3 | 5 | 3,5     | 10            |
| 2     | Jekaterina Kowalewskaja | 07 | 4 | 1 | 9       | 12            |
| 3     | Tatjana Schumjakina     | 06 | 1 | 1 | 6,5     | 8             |
| R     | Tatjana Stepowaja       | 08 | 0 | 1 | 8       | 9             |

### 3. Georgien
| Platz | Land                    | G  | R | V | Brettp. | Mannschaftsp. |
| ----- | ----------------------- | -- | - | - | ------- | ------------- |
| 3     | Georgien                | 11 | 0 | 2 | 27      | 22            |
| Brett | Spielerin               | G  | R | V | Punkte  | Partien       |
| 1     | Maia Tschiburdanidse    | 07 | 5 | 0 | 9,5     | 12            |
| 2     | Nana Iosseliani         | 05 | 6 | 1 | 8       | 12            |
| 3     | Ketewan Arachamia-Grant | 07 | 2 | 2 | 8       | 11            |
| R     | Nino Churzidse          | 01 | 1 | 2 | 1,5     | 4             |

### 4. Niederlande
| Platz | Land                | G | R | V | Brettp. | Mannschaftsp. |
| ----- | ------------------- | - | - | - | ------- | ------------- |
| 4     | Niederlande         | 8 | 1 | 4 | 23,5    | 17            |
| Brett | Spielerin           | G | R | V | Punkte  | Partien       |
| 1     | Peng Zhaoqin        | 7 | 4 | 1 | 9       | 12            |
| 2     | Erika Sziva         | 3 | 8 | 0 | 7       | 11            |
| 3     | Tea Lanchava        | 3 | 4 | 2 | 5       | 9             |
| R     | Linda Jap Tjoen San | 2 | 1 | 4 | 2,5     | 7             |

### 5. Bulgarien
| Platz | Land                | G | R | V | Brettp. | Mannschaftsp. |
| ----- | ------------------- | - | - | - | ------- | ------------- |
| 5     | Bulgarien           | 6 | 4 | 3 | 23,5    | 16            |
| Brett | Spielerin           | G | R | V | Punkte  | Partien       |
| 1     | Antoaneta Stefanowa | 5 | 3 | 3 | 6,5     | 11            |
| 2     | Margarita Wojska    | 5 | 2 | 2 | 6       | 9             |
| 3     | Marija Weltschewa   | 2 | 3 | 3 | 3,5     | 8             |
| R     | Silvia Aleksieva    | 6 | 3 | 2 | 7,5     | 11            |

### 6. Rumänien
| Platz | Land                  | G | R | V | Brettp. | Mannschaftsp. |
| ----- | --------------------- | - | - | - | ------- | ------------- |
| 6     | Rumänien              | 7 | 1 | 5 | 23      | 15            |
| Brett | Spielerin             | G | R | V | Punkte  | Partien       |
| 1     | Corina-Isabela Peptan | 3 | 3 | 5 | 4,5     | 11            |
| 2     | Cristina-Adela Foișor | 3 | 5 | 2 | 5,5     | 10            |
| 3     | Elena-Luminița Cosma  | 6 | 2 | 1 | 7       | 9             |
| R     | Gabriela Olărașu      | 6 | 0 | 3 | 6       | 9             |

### 7. Jugoslawien
| Platz | Land             | G | R | V | Brettp. | Mannschaftsp. |
| ----- | ---------------- | - | - | - | ------- | ------------- |
| 7     | BR Jugoslawien   | 5 | 5 | 3 | 23      | 15            |
| Brett | Spielerin        | G | R | V | Punkte  | Partien       |
| 1     | Alisa Marić      | 7 | 4 | 1 | 9       | 12            |
| 2     | Nataša Bojković  | 3 | 6 | 3 | 6       | 12            |
| 3     | Sanja Vuksanović | 1 | 1 | 2 | 1,5     | 4             |
| R     | Marija Manakova  | 5 | 3 | 3 | 6,5     | 11            |

### 8. Ungarn
| Platz | Land            | G | R | V | Brettp. | Mannschaftsp. |
| ----- | --------------- | - | - | - | ------- | ------------- |
| 8     | Ungarn          | 8 | 1 | 4 | 23      | 17            |
| Brett | Spielerin       | G | R | V | Punkte  | Partien       |
| 1     | Nikoletta Lakos | 0 | 7 | 4 | 3,5     | 11            |
| 2     | Ildikó Mádl     | 5 | 5 | 2 | 7,5     | 12            |
| 3     | Mónika Grábics  | 6 | 1 | 2 | 6,5     | 9             |
| R     | Nóra Medvegy    | 5 | 1 | 1 | 5,5     | 7             |

### 9. Russland C
| Platz | Land                | G | R | V | Brettp. | Mannschaftsp. |
| ----- | ------------------- | - | - | - | ------- | ------------- |
| 9     | Russland C          | 7 | 3 | 3 | 23      | 17            |
| Brett | Spielerin           | G | R | V | Punkte  | Partien       |
| 1     | Julija Djomina      | 4 | 8 | 0 | 8       | 12            |
| 2     | Alexandra Kostenjuk | 9 | 2 | 2 | 10      | 13            |
| 3     | Bairta Kharashkina  | 0 | 3 | 4 | 1,5     | 7             |
| R     | Anna Gelashvili     | 2 | 3 | 2 | 3,5     | 7             |

### 10. USA
| Platz | Land                          | G | R | V | Brettp. | Mannschaftsp. |
| ----- | ----------------------------- | - | - | - | ------- | ------------- |
| 10    | Vereinigte Staaten            | 8 | 3 | 2 | 23      | 19            |
| Brett | Spielerin                     | G | R | V | Punkte  | Partien       |
| 1     | Anjelina Belakovskaia         | 3 | 5 | 3 | 5,5     | 11            |
| 2     | Irina Krush                   | 7 | 2 | 2 | 8       | 11            |
| 3     | Esther Epstein                | 4 | 2 | 3 | 5       | 9             |
| R     | Elena Donaldson-Akhmilovskaya | 2 | 5 | 1 | 4,5     | 8             |

### 11. Polen
| Platz | Land               | G | R | V | Brettp. | Mannschaftsp. |
| ----- | ------------------ | - | - | - | ------- | ------------- |
| 11    | Polen              | 8 | 1 | 4 | 22,5    | 17            |
| Brett | Spielerin          | G | R | V | Punkte  | Partien       |
| 1     | Monika Bobrowska   | 6 | 4 | 2 | 8       | 12            |
| 2     | Joanna Dworakowska | 5 | 2 | 3 | 6       | 10            |
| 3     | Iweta Radziewicz   | 2 | 4 | 2 | 4       | 8             |
| R     | Marta Zielińska    | 2 | 5 | 2 | 4,5     | 9             |

### 12. Ukraine
| Platz | Land                  | G | R | V | Brettp. | Mannschaftsp. |
| ----- | --------------------- | - | - | - | ------- | ------------- |
| 12    | Ukraine               | 7 | 3 | 3 | 22,5    | 17            |
| Brett | Spielerin             | G | R | V | Punkte  | Partien       |
| 1     | Natalja Schukowa      | 3 | 3 | 4 | 4,5     | 10            |
| 2     | Elena Sedina          | 4 | 3 | 3 | 5,5     | 10            |
| 3     | Tetjana Wassylewytsch | 4 | 3 | 3 | 5,5     | 10            |
| R     | Inna Gaponenko        | 6 | 2 | 1 | 7       | 9             |

### 13. Lettland
| Platz | Land             | G | R | V | Brettp. | Mannschaftsp. |
| ----- | ---------------- | - | - | - | ------- | ------------- |
| 13    | Lettland         | 6 | 3 | 4 | 22,5    | 15            |
| Brett | Spielerin        | G | R | V | Punkte  | Partien       |
| 1     | Dana Reizniece   | 6 | 5 | 2 | 8,5     | 13            |
| 2     | Tatjana Voronova | 3 | 6 | 2 | 6       | 11            |
| 3     | Līga Ungure      | 3 | 1 | 3 | 3,5     | 7             |
| R     | Ilze Bērziņa     | 4 | 1 | 3 | 4,5     | 8             |

### 14. Vietnam
| Platz | Land                 | G | R | V | Brettp. | Mannschaftsp. |
| ----- | -------------------- | - | - | - | ------- | ------------- |
| 14    | Vietnam              | 7 | 1 | 5 | 22,5    | 15            |
| Brett | Spielerin            | G | R | V | Punkte  | Partien       |
| 1     | Hoàng Thanh Trang    | 6 | 4 | 2 | 8       | 12            |
| 2     | Nguyễn Thị Thuận Hóa | 2 | 2 | 3 | 3       | 7             |
| 3     | Lê Kiều Thiên Kim    | 6 | 4 | 2 | 8       | 12            |
| R     | Nguyễn Thị Tường Vân | 2 | 3 | 3 | 3,5     | 8             |

### 15. Indien
| Platz | Land                     | G | R | V | Brettp. | Mannschaftsp. |
| ----- | ------------------------ | - | - | - | ------- | ------------- |
| 15    | Indien                   | 7 | 2 | 4 | 22,5    | 16            |
| Brett | Spielerin                | G | R | V | Punkte  | Partien       |
| 1     | Subbaraman Vijayalakshmi | 5 | 2 | 3 | 6       | 10            |
| 2     | Bagyashree Sathe Thipsay | 3 | 5 | 2 | 5,5     | 10            |
| 3     | Pallavi G. Shah          | 4 | 5 | 1 | 6,5     | 10            |
| R     | Swati Ghate              | 3 | 3 | 3 | 4,5     | 9             |

### 16. Deutschland
| Platz | Land                      | G | R | V | Brettp. | Mannschaftsp. |
| ----- | ------------------------- | - | - | - | ------- | ------------- |
| 16    | Deutschland               | 5 | 4 | 4 | 22      | 14            |
| Brett | Spielerin                 | G | R | V | Punkte  | Partien       |
| 1     | Ketino Kachiani-Gersinska | 6 | 5 | 1 | 8,5     | 12            |
| 2     | Marina Olbrich            | 4 | 3 | 3 | 5,5     | 10            |
| 3     | Anke Koglin               | 5 | 4 | 2 | 7       | 11            |
| R     | Elisabeth Pähtz           | 1 | 0 | 5 | 1       | 6             |

### 17. Estland
| Platz | Land             | G | R | V | Brettp. | Mannschaftsp. |
| ----- | ---------------- | - | - | - | ------- | ------------- |
| 17    | Estland          | 8 | 1 | 4 | 22      | 17            |
| Brett | Spielerin        | G | R | V | Punkte  | Partien       |
| 1     | Monika Tsõganova | 3 | 5 | 4 | 5,5     | 12            |
| 2     | Tatjana Fomina   | 6 | 2 | 3 | 7       | 11            |
| 3     | Tuulikki Laesson | 5 | 2 | 3 | 6       | 10            |
| R     | Leili Pärnpuu    | 2 | 3 | 1 | 3,5     | 6             |

### 18. Israel
| Platz | Land                | G | R | V | Brettp. | Mannschaftsp. |
| ----- | ------------------- | - | - | - | ------- | ------------- |
| 18    | Israel              | 6 | 2 | 5 | 22      | 14            |
| Brett | Spielerin           | G | R | V | Punkte  | Partien       |
| 1     | Masha Klinova       | 4 | 7 | 1 | 7,5     | 12            |
| 2     | Ella Pitam          | 4 | 7 | 1 | 7,5     | 12            |
| 3     | Ludmila Tsifanskaya | 3 | 3 | 3 | 4,5     | 9             |
| R     | Anna Segal          | 2 | 1 | 3 | 2,5     | 6             |

### 19. Griechenland
| Platz | Land                 | G | R | V | Brettp. | Mannschaftsp. |
| ----- | -------------------- | - | - | - | ------- | ------------- |
| 19    | Griechenland         | 6 | 1 | 6 | 22      | 13            |
| Brett | Spielerin            | G | R | V | Punkte  | Partien       |
| 1     | Anna-Maria Botsari   | 2 | 5 | 4 | 4,5     | 11            |
| 2     | Marina Makropoulou   | 6 | 4 | 3 | 8       | 13            |
| 3     | Ekaterini Fakhiridou | 8 | 1 | 3 | 8,5     | 12            |
| R     | Maria Kouvatsou      | 1 | 0 | 2 | 1       | 3             |

### 20. England
| Platz | Land           | G | R | V | Brettp. | Mannschaftsp. |
| ----- | -------------- | - | - | - | ------- | ------------- |
| 20    | England        | 6 | 2 | 5 | 22      | 14            |
| Brett | Spielerin      | G | R | V | Punkte  | Partien       |
| 1     | Susan Lalic    | 4 | 3 | 4 | 5,5     | 11            |
| 2     | Harriet Hunt   | 7 | 4 | 1 | 9       | 12            |
| 3     | Ruth Sheldon   | 4 | 1 | 3 | 4,5     | 8             |
| R     | Jovanka Houska | 2 | 2 | 4 | 3       | 8             |

### 21. Armenien
| Platz | Land              | G | R | V | Brettp. | Mannschaftsp. |
| ----- | ----------------- | - | - | - | ------- | ------------- |
| 21    | Armenien          | 4 | 6 | 3 | 21,5    | 14            |
| Brett | Spielerin         | G | R | V | Punkte  | Partien       |
| 1     | Elina Danieljan   | 4 | 2 | 4 | 5       | 10            |
| 2     | Goar Hlgatian     | 4 | 2 | 6 | 5       | 12            |
| 3     | Lilit Mkrttschjan | 7 | 4 | 2 | 9       | 13            |
| R     | Nelli Aghinjan    | 1 | 3 | 0 | 2,5     | 4             |

### 22. Moldawien
| Platz | Land              | G | R | V | Brettp. | Mannschaftsp. |
| ----- | ----------------- | - | - | - | ------- | ------------- |
| 22    | Moldawien         | 5 | 4 | 4 | 21,5    | 14            |
| Brett | Spielerin         | G | R | V | Punkte  | Partien       |
| 1     | Almira Scripcenco | 6 | 5 | 1 | 8,5     | 12            |
| 2     | Anja Susterman    | 1 | 2 | 4 | 2       | 7             |
| 3     | Naira Agababean   | 6 | 2 | 4 | 7       | 12            |
| R     | Svetlana Petrenko | 4 | 0 | 4 | 4       | 8             |

### 23. Kasachstan
| Platz | Land              | G | R | V | Brettp. | Mannschaftsp. |
| ----- | ----------------- | - | - | - | ------- | ------------- |
| 23    | Kasachstan        | 6 | 3 | 4 | 21,5    | 15            |
| Brett | Spielerin         | G | R | V | Punkte  | Partien       |
| 1     | Tamara Klink      | 4 | 7 | 2 | 7,5     | 13            |
| 2     | Mariya Sergeyeva  | 3 | 4 | 5 | 5       | 12            |
| 3     | Tatjana Sergejewa | 8 | 1 | 2 | 8,5     | 11            |
| R     | Asia Son          | 0 | 1 | 2 | 0,5     | 3             |

### 24. Tschechien
| Platz | Land                | G | R | V | Brettp. | Mannschaftsp. |
| ----- | ------------------- | - | - | - | ------- | ------------- |
| 24    | Tschechien          | 5 | 4 | 4 | 21      | 14            |
| Brett | Spielerin           | G | R | V | Punkte  | Partien       |
| 1     | Petra Krupková      | 3 | 6 | 2 | 6       | 11            |
| 2     | Lenka Ptáčníková    | 4 | 3 | 3 | 5,5     | 10            |
| 3     | Gabriela Hitzgerová | 4 | 3 | 2 | 5,5     | 9             |
| R     | Jana Jacková        | 4 | 0 | 5 | 4       | 9             |

### 25. Usbekistan
| Platz | Land              | G | R | V | Brettp. | Mannschaftsp. |
| ----- | ----------------- | - | - | - | ------- | ------------- |
| 25    | Usbekistan        | 5 | 4 | 4 | 21      | 14            |
| Brett | Spielerin         | G | R | V | Punkte  | Partien       |
| 1     | Rena Mamedowa     | 5 | 5 | 3 | 7,5     | 13            |
| 2     | Olga Kim          | 3 | 4 | 3 | 5       | 10            |
| 3     | Angela Khegai     | 6 | 1 | 5 | 6,5     | 12            |
| R     | Iroda Hamrakulova | 1 | 2 | 1 | 2       | 4             |

### 26. Russland B
| Platz | Land                  | G | R | V | Brettp. | Mannschaftsp. |
| ----- | --------------------- | - | - | - | ------- | ------------- |
| 26    | Russland B            | 6 | 2 | 5 | 21      | 14            |
| Brett | Spielerin             | G | R | V | Punkte  | Partien       |
| 1     | Anna Dorofeeva        | 2 | 5 | 3 | 4,5     | 10            |
| 2     | Ekaterina Polownikowa | 5 | 5 | 2 | 7,5     | 12            |
| 3     | Jewgenija Owod        | 4 | 3 | 3 | 5,5     | 10            |
| R     | Natalia Andreeva      | 2 | 3 | 2 | 3,5     | 7             |

### 27. Frankreich
| Platz | Land            | G | R | V | Brettp. | Mannschaftsp. |
| ----- | --------------- | - | - | - | ------- | ------------- |
| 27    | Frankreich      | 6 | 1 | 6 | 21      | 13            |
| Brett | Spielerin       | G | R | V | Punkte  | Partien       |
| 1     | Christine Flear | 1 | 3 | 4 | 2,5     | 8             |
| 2     | Malina Nicoara  | 5 | 4 | 2 | 7       | 11            |
| 3     | Claire Gervais  | 4 | 3 | 3 | 5,5     | 10            |
| R     | Anne Muller     | 4 | 4 | 2 | 6       | 10            |

### 28. Kuba
| Platz | Land                    | G | R | V | Brettp. | Mannschaftsp. |
| ----- | ----------------------- | - | - | - | ------- | ------------- |
| 28    | Kuba                    | 6 | 1 | 6 | 20,5    | 13            |
| Brett | Spielerin               | G | R | V | Punkte  | Partien       |
| 1     | Vivian Ramón Pita       | 5 | 4 | 4 | 7       | 13            |
| 2     | Tania Hernández         | 3 | 1 | 4 | 3,5     | 8             |
| 3     | Maritza Arribas Robaina | 2 | 4 | 3 | 4       | 9             |
| R     | Mairelys Delgado Crespo | 5 | 2 | 2 | 6       | 9             |

### 29. Kroatien
| Platz | Land                | G | R | V | Brettp. | Mannschaftsp. |
| ----- | ------------------- | - | - | - | ------- | ------------- |
| 29    | Kroatien            | 7 | 1 | 5 | 20,5    | 15            |
| Brett | Spielerin           | G | R | V | Punkte  | Partien       |
| 1     | Mirjana Medić       | 3 | 5 | 4 | 5,5     | 12            |
| 2     | Vlasta Maček        | 5 | 3 | 3 | 6,5     | 11            |
| 3     | Zorica Puljek-Salai | 4 | 3 | 3 | 5,5     | 10            |
| R     | Mara Đeno-Jelica    | 3 | 0 | 3 | 3       | 6             |

### 30. Aserbaidschan
| Platz | Land                | G | R | V | Brettp. | Mannschaftsp. |
| ----- | ------------------- | - | - | - | ------- | ------------- |
| 30    | Aserbaidschan       | 5 | 2 | 6 | 20,5    | 12            |
| Brett | Spielerin           | G | R | V | Punkte  | Partien       |
| 1     | Elmira Alieva       | 4 | 3 | 6 | 5,5     | 13            |
| 2     | Zeinab Məmmədyarova | 4 | 2 | 7 | 5       | 13            |
| 3     | Mehriban Shukurova  | 8 | 4 | 1 | 10      | 13            |

### 31. Argentinien
| Platz | Land                   | G | R | V | Brettp. | Mannschaftsp. |
| ----- | ---------------------- | - | - | - | ------- | ------------- |
| 31    | Argentinien            | 6 | 2 | 5 | 20,5    | 14            |
| Brett | Spielerin              | G | R | V | Punkte  | Partien       |
| 1     | Claudia Amura          | 2 | 6 | 1 | 5       | 9             |
| 2     | Elisa Maggiolo         | 5 | 3 | 3 | 6,5     | 11            |
| 3     | Sabina Hernández Penna | 6 | 3 | 3 | 7,5     | 12            |
| R     | Carolina Martyniuk     | 0 | 3 | 4 | 1,5     | 7             |

### 32. Weißrussland
| Platz | Land                | G | R | V | Brettp. | Mannschaftsp. |
| ----- | ------------------- | - | - | - | ------- | ------------- |
| 32    | Belarus             | 7 | 1 | 5 | 20      | 15            |
| Brett | Spielerin           | G | R | V | Punkte  | Partien       |
| 1     | Rachil Ejdelson     | 5 | 1 | 6 | 5,5     | 12            |
| 2     | Henrietta Lagwilawa | 3 | 4 | 4 | 5       | 11            |
| 3     | Tatiana Zagorskaya  | 2 | 4 | 1 | 4       | 7             |
| R     | Anastasija Sarokina | 3 | 5 | 1 | 5,5     | 9             |

### 33. Finnland
| Platz | Land                      | G | R | V | Brettp. | Mannschaftsp. |
| ----- | ------------------------- | - | - | - | ------- | ------------- |
| 33    | Finnland                  | 6 | 2 | 5 | 20      | 14            |
| Brett | Spielerin                 | G | R | V | Punkte  | Partien       |
| 1     | Johanna Paasikangas-Tella | 6 | 2 | 4 | 7       | 12            |
| 2     | Niina Koskela             | 7 | 4 | 1 | 9       | 12            |
| 3     | Tanja Rantanen            | 1 | 2 | 6 | 2       | 9             |
| R     | Päivi Walta               | 1 | 2 | 3 | 2       | 6             |

### 34. Mazedonien
| Platz | Land                | G | R | V | Brettp. | Mannschaftsp. |
| ----- | ------------------- | - | - | - | ------- | ------------- |
| 34    | Mazedonien          | 7 | 0 | 6 | 20      | 14            |
| Brett | Spielerin           | G | R | V | Punkte  | Partien       |
| 1     | Gabriela Koskoska   | 5 | 3 | 4 | 6,5     | 12            |
| 2     | Mira Kierzek        | 3 | 1 | 6 | 3,5     | 10            |
| 3     | Vesna Sekulovska    | 2 | 4 | 4 | 4       | 10            |
| R     | Aleksandra Janevska | 6 | 0 | 1 | 6       | 7             |

### 35. Schweden
| Platz | Land               | G | R | V | Brettp. | Mannschaftsp. |
| ----- | ------------------ | - | - | - | ------- | ------------- |
| 35    | Schweden           | 6 | 1 | 6 | 20      | 13            |
| Brett | Spielerin          | G | R | V | Punkte  | Partien       |
| 1     | Viktoria Johansson | 2 | 4 | 4 | 4       | 10            |
| 2     | Christin Andersson | 4 | 1 | 5 | 4,5     | 10            |
| 3     | Eva Jiretorn       | 6 | 3 | 2 | 7,5     | 11            |
| R     | Christina Nyberg   | 3 | 2 | 3 | 4       | 8             |

### 36. Slowenien
| Platz | Land           | G | R | V | Brettp. | Mannschaftsp. |
| ----- | -------------- | - | - | - | ------- | ------------- |
| 36    | Slowenien      | 6 | 2 | 5 | 20      | 14            |
| Brett | Spielerin      | G | R | V | Punkte  | Partien       |
| 1     | Kiti Grosar    | 4 | 2 | 5 | 5       | 11            |
| 2     | Milka Ankerst  | 1 | 3 | 3 | 2,5     | 7             |
| 3     | Narcisa Mihevc | 4 | 2 | 4 | 5       | 10            |
| R     | Jana Krivec    | 7 | 1 | 3 | 7,5     | 11            |

### 37. Litauen
| Platz | Land              | G | R | V | Brettp. | Mannschaftsp. |
| ----- | ----------------- | - | - | - | ------- | ------------- |
| 37    | Litauen           | 6 | 2 | 5 | 19,5    | 14            |
| Brett | Spielerin         | G | R | V | Punkte  | Partien       |
| 1     | Viktorija Čmilytė | 5 | 5 | 2 | 7,5     | 12            |
| 2     | Dagnė Čiukšytė    | 3 | 4 | 3 | 5       | 10            |
| 3     | Lina Stasiūnaitė  | 3 | 2 | 4 | 4       | 9             |
| R     | Živilė Čiukšytė   | 2 | 2 | 4 | 3       | 8             |

### 38. Spanien
| Platz | Land                      | G | R | V | Brettp. | Mannschaftsp. |
| ----- | ------------------------- | - | - | - | ------- | ------------- |
| 38    | Spanien                   | 5 | 2 | 6 | 19,5    | 12            |
| Brett | Spielerin                 | G | R | V | Punkte  | Partien       |
| 1     | Nieves García Vicente     | 3 | 4 | 4 | 5       | 11            |
| 2     | Yudania Hernández Estévez | 3 | 4 | 4 | 5       | 11            |
| 3     | Mónica Vilar López        | 4 | 3 | 4 | 5,5     | 11            |
| R     | Raquel Sales Montealegre  | 3 | 2 | 1 | 4       | 6             |

### 39. Slowakei
| Platz | Land              | G | R | V | Brettp. | Mannschaftsp. |
| ----- | ----------------- | - | - | - | ------- | ------------- |
| 39    | Slowakei          | 4 | 3 | 6 | 19,5    | 11            |
| Brett | Spielerin         | G | R | V | Punkte  | Partien       |
| 1     | Zuzana Hagarová   | 1 | 8 | 3 | 5       | 12            |
| 2     | Regina Pokorná    | 5 | 5 | 2 | 7,5     | 12            |
| 3     | Andrea Cigániková | 3 | 1 | 3 | 3,5     | 7             |
| R     | Alena Bekiarisová | 3 | 1 | 4 | 3,5     | 8             |

### 40. Bosnien und Herzegowina
| Platz | Land                    | G | R | V | Brettp. | Mannschaftsp. |
| ----- | ----------------------- | - | - | - | ------- | ------------- |
| 40    | Bosnien und Herzegowina | 5 | 3 | 5 | 19,5    | 13            |
| Brett | Spielerin               | G | R | V | Punkte  | Partien       |
| 1     | Vesna Mišanović         | 4 | 5 | 3 | 6,5     | 12            |
| 2     | Elena Borić             | 5 | 5 | 3 | 7,5     | 13            |
| 3     | Lejla Smajlović         | 3 | 2 | 4 | 4       | 9             |
| R     | Mirna Hasurdžić         | 1 | 1 | 3 | 1,5     | 5             |

### 41. Bangladesch
| Platz | Land                  | G | R | V | Brettp. | Mannschaftsp. |
| ----- | --------------------- | - | - | - | ------- | ------------- |
| 41    | Bangladesch           | 4 | 4 | 5 | 19,5    | 12            |
| Brett | Spielerin             | G | R | V | Punkte  | Partien       |
| 1     | Rani Hamid            | 4 | 2 | 3 | 5       | 9             |
| 2     | Tanima Parveen        | 1 | 6 | 3 | 4       | 10            |
| 3     | Seyda Shabana Parveen | 4 | 2 | 5 | 5       | 11            |
| R     | Zakia Sultana         | 4 | 3 | 2 | 5,5     | 9             |

### 42. Turkmenistan
| Platz | Land          | G | R | V | Brettp. | Mannschaftsp. |
| ----- | ------------- | - | - | - | ------- | ------------- |
| 42    | Turkmenistan  | 4 | 4 | 5 | 19,5    | 12            |
| Brett | Spielerin     | G | R | V | Punkte  | Partien       |
| 1     | Mähri Öwezowa | 8 | 5 | 0 | 10,5    | 13            |
| 2     | Maisa Öwezowa | 3 | 5 | 5 | 5,5     | 13            |
| 3     | Maral Öwezowa | 2 | 3 | 8 | 3,5     | 13            |

### 43. Türkei
| Platz | Land                  | G | R | V | Brettp. | Mannschaftsp. |
| ----- | --------------------- | - | - | - | ------- | ------------- |
| 43    | Türkei                | 5 | 1 | 7 | 19,5    | 11            |
| Brett | Spielerin             | G | R | V | Punkte  | Partien       |
| 1     | Nilüfer Çınar Çorlulu | 5 | 0 | 6 | 5       | 11            |
| 2     | Emine Şanlı           | 3 | 3 | 3 | 4,5     | 9             |
| 3     | Fatmanur Öney         | 4 | 2 | 4 | 5       | 10            |
| R     | Gizem Şişman          | 4 | 2 | 3 | 5       | 9             |

### 44. Österreich
| Platz | Land          | G | R | V | Brettp. | Mannschaftsp. |
| ----- | ------------- | - | - | - | ------- | ------------- |
| 44    | Österreich    | 5 | 3 | 5 | 19      | 13            |
| Brett | Spielerin     | G | R | V | Punkte  | Partien       |
| 1     | Helene Mira   | 4 | 4 | 3 | 6       | 11            |
| 2     | Jutta Borek   | 3 | 2 | 4 | 4       | 9             |
| 3     | Maria Horvath | 2 | 4 | 3 | 4       | 9             |
| R     | Sonja Sommer  | 4 | 2 | 4 | 5       | 10            |

### 45. Mongolei
| Platz | Land                 | G | R | V | Brettp. | Mannschaftsp. |
| ----- | -------------------- | - | - | - | ------- | ------------- |
| 45    | Mongolei             | 6 | 2 | 5 | 19      | 14            |
| Brett | Spielerin            | G | R | V | Punkte  | Partien       |
| 1     | Tsagaan Battsetseg   | 3 | 4 | 5 | 5       | 12            |
| 2     | Dovdon Majigsuren    | 2 | 4 | 4 | 4       | 10            |
| 3     | Tuvshintogs Batceceg | 7 | 1 | 4 | 7,5     | 12            |
| R     | Viktoria Sarangerel  | 2 | 1 | 2 | 2,5     | 5             |

### 46. Mexiko
| Platz | Land                         | G | R | V | Brettp. | Mannschaftsp. |
| ----- | ---------------------------- | - | - | - | ------- | ------------- |
| 46    | Mexiko                       | 6 | 1 | 6 | 19      | 13            |
| Brett | Spielerin                    | G | R | V | Punkte  | Partien       |
| 1     | Yadira Hernández Guerrero    | 5 | 4 | 2 | 7       | 11            |
| 2     | Edith Xio Mara García García | 2 | 1 | 6 | 2,5     | 9             |
| 3     | Alejandra Guerrero Rodríguez | 2 | 2 | 5 | 3       | 9             |
| R     | Vanessa López                | 4 | 5 | 1 | 6,5     | 10            |

### 47. Australien
| Platz | Land                 | G | R | V | Brettp. | Mannschaftsp. |
| ----- | -------------------- | - | - | - | ------- | ------------- |
| 47    | Australien           | 5 | 2 | 6 | 18,5    | 12            |
| Brett | Spielerin            | G | R | V | Punkte  | Partien       |
| 1     | Ngan Phan-Koshnitsky | 5 | 4 | 3 | 7       | 12            |
| 2     | Biljana Dekic        | 4 | 3 | 4 | 5,5     | 11            |
| 3     | Natalie Mills        | 2 | 2 | 5 | 3       | 9             |
| R     | Narelle Szuveges     | 1 | 4 | 2 | 3       | 7             |

### 48. Philippinen
| Platz | Land                   | G | R | V | Brettp. | Mannschaftsp. |
| ----- | ---------------------- | - | - | - | ------- | ------------- |
| 48    | Philippinen            | 6 | 2 | 5 | 18,5    | 14            |
| Brett | Spielerin              | G | R | V | Punkte  | Partien       |
| 1     | Sherrie Joy Lomibao    | 4 | 1 | 5 | 4,5     | 10            |
| 2     | Cristine Rose de Jesús | 5 | 3 | 4 | 6,5     | 12            |
| 3     | Beverly Mendoza        | 4 | 0 | 7 | 4       | 11            |
| R     | Cecilia Cuizon         | 3 | 1 | 2 | 3,5     | 6             |

### 49. IBCA
| Platz | Land                      | G | R | V | Brettp. | Mannschaftsp. |
| ----- | ------------------------- | - | - | - | ------- | ------------- |
| 49    | IBCA                      | 5 | 1 | 7 | 18,5    | 11            |
| Brett | Spielerin                 | G | R | V | Punkte  | Partien       |
| 1     | Liubov Lysenko-Zhyltsova  | 7 | 3 | 3 | 8,5     | 13            |
| 2     | Teresa Dębowska           | 3 | 1 | 6 | 3,5     | 10            |
| 3     | Annemarie Maeckelbergh    | 2 | 3 | 4 | 3,5     | 9             |
| R     | Concepción Salas Rasillas | 3 | 0 | 4 | 3       | 7             |

### 50. Vereinigte Arabische Emirate
| Platz | Land                         | G | R | V | Brettp. | Mannschaftsp. |
| ----- | ---------------------------- | - | - | - | ------- | ------------- |
| 50    | Vereinigte Arabische Emirate | 5 | 2 | 6 | 18,5    | 12            |
| Brett | Spielerin                    | G | R | V | Punkte  | Partien       |
| 1     | Jawaher Hassan               | 4 | 3 | 6 | 5,5     | 13            |
| 2     | Rabea Mohamed                | 2 | 3 | 5 | 3,5     | 10            |
| 3     | Amina Hassan                 | 2 | 1 | 5 | 2,5     | 8             |
| R     | Alya Hussain                 | 7 | 0 | 1 | 7       | 8             |

### 51. Irland
| Platz | Land                   | G | R | V | Brettp. | Mannschaftsp. |
| ----- | ---------------------- | - | - | - | ------- | ------------- |
| 51    | Irland                 | 6 | 0 | 7 | 18,5    | 12            |
| Brett | Spielerin              | G | R | V | Punkte  | Partien       |
| 1     | Deborah Quinn          | 5 | 2 | 6 | 6       | 13            |
| 2     | Elizabeth Shaughnessy  | 6 | 0 | 7 | 6       | 13            |
| 3     | Gearoidin Ui Laighleis | 6 | 1 | 6 | 6,5     | 13            |

### 52. Schweiz
| Platz | Land               | G | R | V | Brettp. | Mannschaftsp. |
| ----- | ------------------ | - | - | - | ------- | ------------- |
| 52    | Schweiz            | 4 | 3 | 6 | 18      | 11            |
| Brett | Spielerin          | G | R | V | Punkte  | Partien       |
| 1     | Tatjana Lematschko | 5 | 4 | 2 | 7       | 11            |
| 2     | Shahanah Schmid    | 4 | 4 | 4 | 6       | 12            |
| 3     | Ruth Bohrer        | 2 | 3 | 5 | 3,5     | 10            |
| R     | Corinne Schneider  | 0 | 3 | 3 | 1,5     | 6             |

### 53. Brasilien
| Platz | Land          | G | R | V | Brettp. | Mannschaftsp. |
| ----- | ------------- | - | - | - | ------- | ------------- |
| 53    | Brasilien     | 4 | 2 | 7 | 18      | 10            |
| Brett | Spielerin     | G | R | V | Punkte  | Partien       |
| 1     | Tatiana Ratcu | 2 | 6 | 4 | 5       | 12            |
| 2     | Joara Chaves  | 5 | 5 | 2 | 7,5     | 12            |
| 3     | Suzana Chang  | 3 | 1 | 6 | 3,5     | 10            |
| R     | Regina Bonfim | 2 | 0 | 3 | 2       | 5             |

### 54. Venezuela
| Platz | Land                          | G | R | V | Brettp. | Mannschaftsp. |
| ----- | ----------------------------- | - | - | - | ------- | ------------- |
| 54    | Venezuela                     | 6 | 1 | 6 | 18      | 13            |
| Brett | Spielerin                     | G | R | V | Punkte  | Partien       |
| 1     | Maria Carolina Blanco Acevedo | 3 | 1 | 6 | 3,5     | 10            |
| 2     | Nancy Stella Sequeda Mendoza  | 4 | 0 | 7 | 4       | 11            |
| 3     | Maria Gisela Ubaldo Suarez    | 5 | 0 | 6 | 5       | 11            |
| R     | Josefina Martinez Aleidi      | 5 | 1 | 1 | 5,5     | 7             |

### 55. Portugal
| Platz | Land          | G | R | V | Brettp. | Mannschaftsp. |
| ----- | ------------- | - | - | - | ------- | ------------- |
| 55    | Portugal      | 3 | 3 | 7 | 18      | 9             |
| Brett | Spielerin     | G | R | V | Punkte  | Partien       |
| 1     | Alda Carvalho | 3 | 4 | 4 | 5       | 11            |
| 2     | Tânia Saraiva | 5 | 1 | 5 | 5,5     | 11            |
| 3     | Aida Ferreira | 2 | 2 | 4 | 3       | 8             |
| R     | Vera Oliveira | 4 | 1 | 4 | 4,5     | 9             |

### 56. Iran
| Platz | Land               | G | R | V | Brettp. | Mannschaftsp. |
| ----- | ------------------ | - | - | - | ------- | ------------- |
| 56    | Iran               | 7 | 0 | 6 | 18      | 14            |
| Brett | Spielerin          | G | R | V | Punkte  | Partien       |
| 1     | Mahini Mona Salman | 4 | 0 | 6 | 4       | 10            |
| 2     | Shirin Navabi      | 6 | 0 | 5 | 6       | 11            |
| 3     | Parastoo Karimi    | 4 | 0 | 6 | 4       | 10            |
| R     | Sonia Mohammadi    | 4 | 0 | 4 | 4       | 8             |

### 57. Irak
| Platz | Land                          | G | R | V | Brettp. | Mannschaftsp. |
| ----- | ----------------------------- | - | - | - | ------- | ------------- |
| 57    | Irak                          | 6 | 0 | 7 | 18      | 12            |
| Brett | Spielerin                     | G | R | V | Punkte  | Partien       |
| 1     | Worya Pajar                   | 1 | 2 | 8 | 2       | 11            |
| 2     | Iman Hasan Mohammed Al-Rufaye | 7 | 2 | 0 | 8       | 9             |
| 3     | Worya Khatoo Zain             | 4 | 1 | 6 | 4,5     | 11            |
| R     | Dalia S. Ameen                | 3 | 1 | 4 | 3,5     | 8             |

### 58. Kolumbien
| Platz | Land           | G | R | V | Brettp. | Mannschaftsp. |
| ----- | -------------- | - | - | - | ------- | ------------- |
| 58    | Kolumbien      | 4 | 2 | 7 | 17,5    | 10            |
| Brett | Spielerin      | G | R | V | Punkte  | Partien       |
| 1     | Isolina Majul  | 4 | 4 | 4 | 6       | 12            |
| 2     | Nora Rua       | 4 | 0 | 5 | 4       | 9             |
| 3     | Martha Mateus  | 3 | 2 | 4 | 4       | 9             |
| R     | Ladianis Pérez | 2 | 3 | 4 | 3,5     | 9             |

### 59. El Salvador
| Platz | Land          | G | R | V | Brettp. | Mannschaftsp. |
| ----- | ------------- | - | - | - | ------- | ------------- |
| 59    | El Salvador   | 4 | 3 | 6 | 17,5    | 11            |
| Brett | Spielerin     | G | R | V | Punkte  | Partien       |
| 1     | Lorena Osorio | 1 | 4 | 6 | 3       | 11            |
| 2     | Lorena Zepeda | 5 | 3 | 3 | 6,5     | 11            |
| 3     | Sonia Zepeda  | 4 | 4 | 3 | 6       | 11            |
| R     | Tahnya Pastor | 0 | 4 | 2 | 2       | 6             |

### 60. Schottland
| Platz | Land           | G | R | V | Brettp. | Mannschaftsp. |
| ----- | -------------- | - | - | - | ------- | ------------- |
| 60    | Schottland     | 4 | 2 | 7 | 17      | 10            |
| Brett | Spielerin      | G | R | V | Punkte  | Partien       |
| 1     | Heather Lang   | 4 | 3 | 6 | 5,5     | 13            |
| 2     | Helen Milligan | 5 | 2 | 6 | 6       | 13            |
| 3     | Lynne Morrison | 5 | 1 | 7 | 5,5     | 13            |

### 61. Italien
| Platz | Land              | G | R | V | Brettp. | Mannschaftsp. |
| ----- | ----------------- | - | - | - | ------- | ------------- |
| 61    | Italien           | 4 | 2 | 7 | 17      | 10            |
| Brett | Spielerin         | G | R | V | Punkte  | Partien       |
| 1     | Tiziana Barbiso   | 4 | 2 | 5 | 5       | 11            |
| 2     | Giuliana Fittante | 3 | 4 | 3 | 5       | 10            |
| 3     | Veronika Goi      | 1 | 2 | 5 | 2       | 8             |
| R     | Erika Agosto      | 3 | 4 | 3 | 5       | 10            |

### 62. Südafrika
| Platz | Land             | G | R | V | Brettp. | Mannschaftsp. |
| ----- | ---------------- | - | - | - | ------- | ------------- |
| 62    | Südafrika        | 5 | 1 | 7 | 17      | 11            |
| Brett | Spielerin        | G | R | V | Punkte  | Partien       |
| 1     | Yvette Erwee     | 3 | 3 | 4 | 4,5     | 10            |
| 2     | Michelle Minnaar | 3 | 4 | 4 | 5       | 11            |
| 3     | Alita Frank      | 4 | 2 | 4 | 5       | 10            |
| R     | Anzel Laubscher  | 2 | 1 | 5 | 2,5     | 8             |

### 63. Nigeria
| Platz | Land                     | G | R | V | Brettp. | Mannschaftsp. |
| ----- | ------------------------ | - | - | - | ------- | ------------- |
| 63    | Nigeria                  | 5 | 1 | 7 | 17      | 11            |
| Brett | Spielerin                | G | R | V | Punkte  | Partien       |
| 1     | Adenike Ogunremi         | 1 | 2 | 7 | 2       | 10            |
| 2     | Phyllis Asibor           | 1 | 4 | 5 | 3       | 10            |
| 3     | Pauline Glewis           | 5 | 2 | 5 | 6       | 12            |
| R     | Omolola Oluwatosin Alabi | 5 | 2 | 0 | 6       | 7             |

### 64. Wales
| Platz | Land              | G | R | V | Brettp. | Mannschaftsp. |
| ----- | ----------------- | - | - | - | ------- | ------------- |
| 64    | Wales             | 3 | 3 | 7 | 16,5    | 9             |
| Brett | Spielerin         | G | R | V | Punkte  | Partien       |
| 1     | Abigail Cast      | 5 | 6 | 1 | 8       | 12            |
| 2     | Julie Wilson      | 3 | 1 | 8 | 3,5     | 12            |
| 3     | Ann Veale         | 3 | 2 | 7 | 4       | 12            |
| R     | Heather Thompsett | 0 | 2 | 1 | 1       | 3             |

### 65. Puerto Rico
| Platz | Land                         | G | R | V | Brettp. | Mannschaftsp. |
| ----- | ---------------------------- | - | - | - | ------- | ------------- |
| 65    | Puerto Rico                  | 5 | 2 | 6 | 16,5    | 12            |
| Brett | Spielerin                    | G | R | V | Punkte  | Partien       |
| 1     | Hilzandryly Pacheco Medina   | 3 | 4 | 4 | 5       | 11            |
| 2     | Marleny Silva Torres         | 2 | 4 | 5 | 4       | 11            |
| 3     | Mariela Franceschi           | 4 | 3 | 4 | 5,5     | 11            |
| R     | Joyce Lee Martorell Martínez | 1 | 2 | 3 | 2       | 6             |

### 66. Neuseeland
| Platz | Land           | G | R | V | Brettp. | Mannschaftsp. |
| ----- | -------------- | - | - | - | ------- | ------------- |
| 66    | Neuseeland     | 5 | 2 | 6 | 15,5    | 12            |
| Brett | Spielerin      | G | R | V | Punkte  | Partien       |
| 1     | Vivian Smith   | 2 | 3 | 8 | 3,5     | 13            |
| 2     | Teresa Sheehan | 6 | 4 | 3 | 8       | 13            |
| 3     | Edith Otene    | 2 | 4 | 7 | 4       | 13            |

### 67. Botswana
| Platz | Land              | G | R | V | Brettp. | Mannschaftsp. |
| ----- | ----------------- | - | - | - | ------- | ------------- |
| 67    | Botswana          | 4 | 0 | 9 | 15      | 8             |
| Brett | Spielerin         | G | R | V | Punkte  | Partien       |
| 1     | Boikhutso Mudongo | 1 | 5 | 5 | 3,5     | 11            |
| 2     | Gloria Nakedi     | 2 | 0 | 5 | 2       | 7             |
| 3     | Tuduetso Sabure   | 5 | 0 | 7 | 5       | 12            |
| R     | Betty Motsumo     | 4 | 1 | 4 | 4,5     | 9             |

### 68. Angola
| Platz | Land            | G | R | V | Brettp. | Mannschaftsp. |
| ----- | --------------- | - | - | - | ------- | ------------- |
| 68    | Angola          | 5 | 0 | 8 | 13      | 10            |
| Brett | Spielerin       | G | R | V | Punkte  | Partien       |
| 1     | Sandra Venâncio | 3 | 3 | 6 | 4,5     | 12            |
| 2     | Maria da Luz    | 0 | 2 | 8 | 1       | 10            |
| 3     | Flora Afonso    | 2 | 3 | 5 | 3,5     | 10            |
| R     | Nair Mendes     | 4 | 0 | 3 | 4       | 7             |

### 69. Japan
| Platz | Land            | G | R | V  | Brettp. | Mannschaftsp. |
| ----- | --------------- | - | - | -- | ------- | ------------- |
| 69    | Japan           | 3 | 0 | 10 | 12      | 6             |
| Brett | Spielerin       | G | R | V  | Punkte  | Partien       |
| 1     | Miyoko Watai    | 5 | 6 | 02 | 8       | 13            |
| 2     | Yukako Yamamoto | 1 | 3 | 05 | 2,5     | 9             |
| 3     | Kaori Onozuko   | 0 | 1 | 08 | 0,5     | 9             |
| R     | Kiyomi Tsuruoka | 0 | 2 | 06 | 1       | 8             |

### 70. Amerikanische Jungferninseln
| Platz | Land                         | G | R | V  | Brettp. | Mannschaftsp. |
| ----- | ---------------------------- | - | - | -- | ------- | ------------- |
| 70    | Amerikanische Jungferninseln | 1 | 1 | 11 | 9,5     | 3             |
| Brett | Spielerin                    | G | R | V  | Punkte  | Partien       |
| 1     | Francis Hasson               | 1 | 5 | 06 | 3,5     | 12            |
| 2     | Gail Widmer-Babic            | 1 | 0 | 06 | 1       | 7             |
| 3     | Ila Mody                     | 2 | 3 | 06 | 3,5     | 11            |
| R     | Margaret Murphy              | 0 | 3 | 06 | 1,5     | 9             |

### 71. Libanon
| Platz | Land                        | G | R | V  | Brettp. | Mannschaftsp. |
| ----- | --------------------------- | - | - | -- | ------- | ------------- |
| 71    | Libanon                     | 1 | 1 | 11 | 8,5     | 3             |
| Brett | Spielerin                   | G | R | V  | Punkte  | Partien       |
| 1     | Danielle Bedrossian Ghattas | 2 | 4 | 07 | 4       | 13            |
| 2     | Nisrine Koteich             | 1 | 1 | 11 | 1,5     | 13            |
| 3     | Gada Bleik                  | 2 | 2 | 09 | 3       | 13            |

Die Ersatzspielerin Randa Dimaschkie wurde im Turnierverlauf nicht eingesetzt.

### 72. Macau
| Platz | Land            | G | R | V  | Brettp. | Mannschaftsp. |
| ----- | --------------- | - | - | -- | ------- | ------------- |
| 72    | Macau           | 0 | 0 | 13 | 2,5     | 0             |
| Brett | Spielerin       | G | R | V  | Punkte  | Partien       |
| 1     | Janet Choi Kuan | 0 | 1 | 08 | 0,5     | 9             |
| 2     | Choi Un Kuan    | 1 | 0 | 09 | 1       | 10            |
| 3     | Kei Ng Ka       | 0 | 0 | 10 | 0       | 10            |
| R     | San Ma Pui      | 1 | 0 | 09 | 1       | 10            |